# Ernst Timm (Fußballspieler)
Ernst „Erni“ Timm (* 29. Oktober 1907; † im 20. Jahrhundert) war ein deutscher Fußballspieler. Der Verteidiger gehörte in der Erfolgsära in der Gauliga Nordmark der Mannschaft vom Eimsbütteler TV mit deren Nationalspielern Hans Rohde, Otto Rohwedder, Herbert Panse und Erwin Stührk an.

## Vereine
Timm war Abwehrspieler und von 1931 bis 1933 in der vom Norddeutschen Fußball-Verband ausgetragenen Meisterschaft in der Oberliga Groß-Hamburg und die Saison 1933/34 in der Gauliga Nordmark, in einer von zunächst 16, später auf 23 aufgestockten Gauligen zur Zeit des Nationalsozialismus als einheitlich höchste Spielklasse im Deutschen Reich für den SC Union 03 Altona aktiv gewesen. Von 1934 bis 1940 hatte er für den Eimsbütteler TV in der Gauliga Nordmark gespielt und den Titel des Gaumeisters dreimal gewonnen. In seiner ersten Saison beim ETV, 1934/35, gehörte er der Mannschaft an, welche am 2. Dezember 1934 mit einem sensationellen 8:3 den Hamburger SV besiegte und er dabei mit Rohde das Verteidigerpaar bildete. Im Spielbericht des Magazins „Fußball“ wurde festgehalten: „Hinten wirkten Rohde, Timm und Torhüter Böhlke mit einer Ruhe und Sicherheit, die den HSV.lern schließlich jeden Mut zu forschen Aktionen nahmen. Allerdings zeigte Timm bei den 3 Toren der Rothosen einige Schwächen, die er dann später vollständig verwischte.“ Das erste Endrundenspiel um die deutsche Fußballmeisterschaft bestritt Timm mit dem ETV am 7. April 1935 als linker Verteidiger in einem Heimspiel gegen Hannover 96. Der Gaumeister von Niedersachsen setzte sich in Hamburg mit 3:1 durch. Rechtsaußen Edmund Malecki erzielte dabei alle drei Tore für Hannover. Das letzte Gruppenspiel gewann er mit dem ETV am 26. Mai mit 2:1 gegen den FC Schalke 04, das am 23. Juni mit 6:4 gegen den VfB Stuttgart das Endspiel gewann. Wie auch im mit 0:4 verlorenen Hinrundenspiel konnte Timm den torgefährlichen Schalker Rechtsaußen Ernst Kalwitzki am Torerfolg hindern. Der Gewinn der Meisterschaft 1939/40 ergibt sich nach zwei Entscheidungsspielen gegen den Staffelsieger A, den Hamburger SV, am 28. April und 12. Mai 1940. Timm gewinnt mit dem ETV beide Spiele: Mit 4:1 das Heimspiel und gar mit 6:0 das Rückspiel gegen die „Rautenträger“. In die Endrunde startete der ETB am 19. Mai mit einem 3:1-Heimerfolg gegen den VfL Osnabrück. Mit Otto Lüdecke bildete Timm das Verteidigerpaar. Beim nächsten Spiel, am 26. Mai, zog ein schweres Gewitter über die Hoheluft, das beinahe zu einem Spielabbruch geführt hätte. Eimsbüttel musste auf Rohde und Panse verzichten, eine schwere Hypothek. Die Thüringer jubeln am Ende über einen 1:0-Überraschungssieg, der vor allem Erni Timm als begossenen Pudel hinterlässt. „Timm hatte einen schwarzen Tag“, schilderte Vereinschronist Fritz Maack: „Er verschuldete den einzigen Treffer, als er einem kräftigen Schuss, der weit am Tor vorbeigegangen wäre, in den Weg sprang und den Ball in die obere Torecke lenkte.“ Danach scheiterte der arme Verteidiger auch noch mit einem Handelfmeter, den Jenas Torwart zur Ecke lenken konnte.
Die Saison 1940/41 hatte er mit Hannover 96 in der Gruppe Süd der Gauliga Niedersachsen als Sieger abgeschlossen und im Finale um die Gaumeisterschaft war der Sieger der Gruppe Nord und amtierende Gaumeister, VfL Osnabrück, mit 4:2 – nach Hin- und Rückspiel – bezwungen worden. In den vier Endrundenspielen 1941 hatte Timm an der Seite von Helmut Sievert, Fritz Deike, Ludwig Männer, Edmund Malecki und Ludwig Pöhler insbesondere gegen den FC Schalke 04 (0:4/1:6) keine Chance.
Nach Hamburg zurückgekehrt, hatte er erneut für den Stadtteilverein Eimsbütteler TV gespielt, mit dem er die letzte Saison in der Gauliga Nordmark als Gaumeister abgeschlossen und seine letzte in der Gauliga Hamburg bestritten hatte.
Aufgrund der Erfolge hatte er auch an den jeweiligen Endrunden um die Deutsche Meisterschaft teilgenommen, in denen er insgesamt 22 Spiele bestritten hatte und nur 1941/42 mit dem Achtelfinale über die Gruppenphasen hinausgelangt war. Sein Debüt hatte er am 7. April 1935 im ersten Spiel der Gruppen B bei der 1:3-Niederlage gegen Hannover 96 gegeben.
In Spielen um den Tschammerpokal war er 1935, 1940, 1941 und 1942 jeweils einmal eingesetzt worden, 1937 dreimal, da der Eimsbütteler TV in diesem Jahr das erste und einzige Mal das Achtelfinale erreicht hatte, das am 31. Oktober beim Dresdner SC mit 0:3 verloren wurde.

## Auswahlmannschaft
Timm war als Spieler der Gauauswahl Nordmark im Wettbewerb um den Kampfspiel-Pokal 1934 zum Einsatz gekommen und erreichte mit ihr das Halbfinale. Die am 26. Juli auf der Nürnberger Hauptkampfbahn vor 25000 Zuschauern ausgetragene Begegnung mit der Gauauswahl Bayern wurde mit 1:2 verloren. Im anschließenden Spiel um Platz 3, das am 29. Juli mit 0:4 gegen die Gauauswahl Niederrhein verloren wurde, war er nicht eingesetzt worden. Der Verteidiger kam auch noch am 6. Januar 1935 im Bundespokal im Spiel in Köln gegen den Mittelrhein in der Nordmarkauswahl zum Einsatz. Beim 3:2-Erfolg n. V. bildete er mit Richard Dörfel vom Hamburger SV das Verteidigerpaar und Hans Rohde, Wilhelm Ahlers, Otto Rohwedder und Herbert Panse vervollständigten die Akteure des ETV.

## Erfolge
Eimsbütteler TV
- Gaumeister Nordmark 1935, 1936, 1940, 1942

Hannover 96
- Gaumeister Niedersachsen 1941